# Christoph Wilhelm Mitscherlich
Pour les articles homonymes, voir Mitscherlich.
Christoph Wilhelm Mitscherlich est un philologue allemand né en Thuringe en 1760 et mort à Göttingen en 1854. 
Après avoir fait de sérieuses études dans diverses universités de l’Allemagne, il devint professeur de philosophie à Göttingen (1785), conseiller aulique (1806), remplaça Heyne dans sa chaire d’éloquence en 1809 et la conserva jusqu’en 1833. 

## Œuvres
Nous citerons de lui : Lectiones in Catullum et Propertium (1786) ; Eclogæ recent. carminum (1793) ; Scriptores erotici græci (Strasbourg, 1792-1794, 4 vol. in-8°), édition assez médiocre ; Horatii odæ et epodæ (1800-1801, 2 vol. in-8°) ; Racemationes venusianæ (1827-1833, 6 part. in-fol.).